# سالت لیک (هاوایی)
سالت لیک (به انگلیسی: Salt Lake) یک منطقهٔ مسکونی در ایالات متحده آمریکا است که در هونولولو واقع شده‌است.